# Vilma Lvovská-Parlaghyová
Vilma Lvovská-Parlaghyová, v anglické transkripci Wilma Lwow-Parlaghy, německy Wilma Elisabeth Lwoff von Parlaghy-Brachfeld (15. dubna 1863 Hajdúdorog – 28. srpna 1923 New York City) byla maďarsko-americká malířka portrétů, kolem roku 1900 nazývaná „Malířská kněžna“.

## Životopis

### Dětství a studia
Vilma se narodila jako druhá dcera maďarského státního úředníka Parlaghy-Brachfelda a jeho manželky Vilemíny, rozené šlechtičny z Zollerndorfu. Malířské vzdělání získala soukromě v Budapešti a poté v Mnichově u malíře žánrů Franze Quaglia a u profesora malířské akademie Wilhelma Dürra mladšího. Ti ji vyškolili ve stylu Franze von Lenbacha. Nakonec vstoupila do Lenbachova ateliéru, v němž studovala nejen jeho techniku malby, ale také jeho obchodním strategii portrétisty (mimo jiné vést svůj salón, pravidelně do něj zvát slavné osobnosti a stále se objevovat ve společenských rubrikách tisku). V roce 1883 získala svou první zlatou medaili na Mezinárodní umělecké výstavě v Mnichově. Studijní cesta do Itálie v roce 1885 její umělecké školení dovršila.

### Kariéra v Berlíně
V letech 1887-1888 přesídlila do Berlína. V roce 1890 se provdala za právníka Karla Krügera, s nímž se o pět let později rozvedla. Poprvé vzbudila pozornost v roce 1890, kdy byl na výstavě v Berlíně vystaven portrét její matky. V roce 1891 na výstavě její portrét polního maršála hraběte Helmuta Moltkeho vzbudil kontroverzi, ale pruský císař Vilém II. ji podporoval, obraz koupil a nařídil, aby na výstavě zůstal vystaven. V roce 1892 Vilma získala na portrétování císaře několik objednávek. V roce 1893 byly její obrazy vystaveny v  Ženské budově Světové  výstavy v Chicagu. V roce 1894 obdržela zlatou medaili na Velké berlínské výstavě umění. Byla také uznávána na pařížských salónech, ceny tam získala v letech 1892 až 1894. V roce 1895 uspořádala výstavu s více než stovkou vlastních děl ve svém berlínském salónu.
V roce 1896 se poprvé objevila v New Yorku. V lednu roku 1899 se v Praze v kostele svatého Mikuláše na Starém Městě provdala za ruského knížete Georgije Jevgeňjeviče Lvova z rodu Rurikovců a žila s ním na jeho panství u jezera Tegernsee. V roce se 1904 opět rozvedla. Ponechala si však titul „princezna Lvovská-Parlaghyová“. Vrátila se do USA, namalovala portrét admirála George Deweyho, kterým si získala přístup k bohatým americkým klientům.
V roce 1902 se stala první ženou - členkou poroty Velké berlínské umělecké výstavy. Provdala se za dánského ministra Petera Norse a v roce 1905 se jim narodila dcera Vilma Norsová. Zatímco matka zůstala v Berlíně a v Nice, dcera vyrůstala v Londýně.

### New York 1908–1923
V roce 1908 Vilma na trvalo odjela do USA. V New Yorku bydlela úměrně ke svému postavení v různých luxusních hotelech s množstvím personálu, nejdříve v hotelu Plaza. Bydlela tam se dvěma psy a kočkou, dala se vyfotografovat se živým lvíčetem, které si vyžádala z cirkusu Barnum & Bailey v Madison Square Garden. Lvíče pro ni získal zájemce o portrét, slavný generál Daniel E. Sickles. Prostřednictvím svého tiskového mluvčí novinářům objasnila svůj vztah ke zvířatům slovy Miluj mě, miluj mého psa.
Vytvořila četné portréty americké vysoké společnosti, podle tisku jich bylo kolem 120.

### Úmrtí, hrob a odkaz
S první světovou válkou její úspěchy dramaticky poklesly. Bydlela v New Yorku sama v jednoduchém městském domě ve 39. východní ulici číslo 109, kde v šedesáti letech zemřela ve zlaté posteli z majetku královny Marie Antoinetty.
Vilma Lvovská-Parlaghyová byla pohřbena na hřbitově Woodlawn v Bronxu ve dvorských modro-zlatých šatech se stříbrnou korunou a 22 královskými vyznamenáními. Pohřební řeč pronesl básník Edwin Markham. Zádušní bohoslužby se zúčastnili pouze dva zbývající sluhové.
malířka po smrti upadla v zapomnění. Zanechala bez závěti majetek v hodnotě téměř dvou milionů dolarů. Její umělecká pozůstalost byla rozprodána.
Modrý portrét Nikoly Tesly, namalovaný v modrém světle, které Vilmě Lvovské instaloval do ateliéru pomocí modrého filtru sám Tesla, byl nezvěstný až do počátku 21. století, kdy byl i s dalšími jejími obrazy objeven v severním Německu v domě obchodníka s diamanty a sběratele umění Ludwiga Nissena, dům v obci Hussum dosud slouží jako Muzeum severního Fríska.

## Portréty slavných osobností
Bankéř August Belmont junior, pruský kancléř Otto von Bismarck, umělec John Burroughs, německý politik a generál Leo von Caprivi, Andrew Carnegie, americký žurnalista a vydavatel William Conant Church, admirál George Dewey, vynálezce Thomas Alva Edison, britský král Eduard VII., Daniel Chester French, Jenny Groß, Myron T. Herrick, Friedrich Hirth, Lajos Kossuth, politik Seth Low, chemik a vynálezce Hudson Maxim, přírodovědec John Burroughs, polní maršál Helmut von Moltke, sběratel umění Ludwig Nissen, politik Alton B. Parker, byznysmen Henry Phipps Jr., Ernst Günther von Schleswig-Holstein-Sonderburg-Augustenburg, politik a generál Daniel Edgar Sickles, americký admirál Charles Dwight Sigsbee, vynálezce Nikola Tesla, politik Benjamin F. Tracy, Císař Vilém II. Pruský.

## Galerie

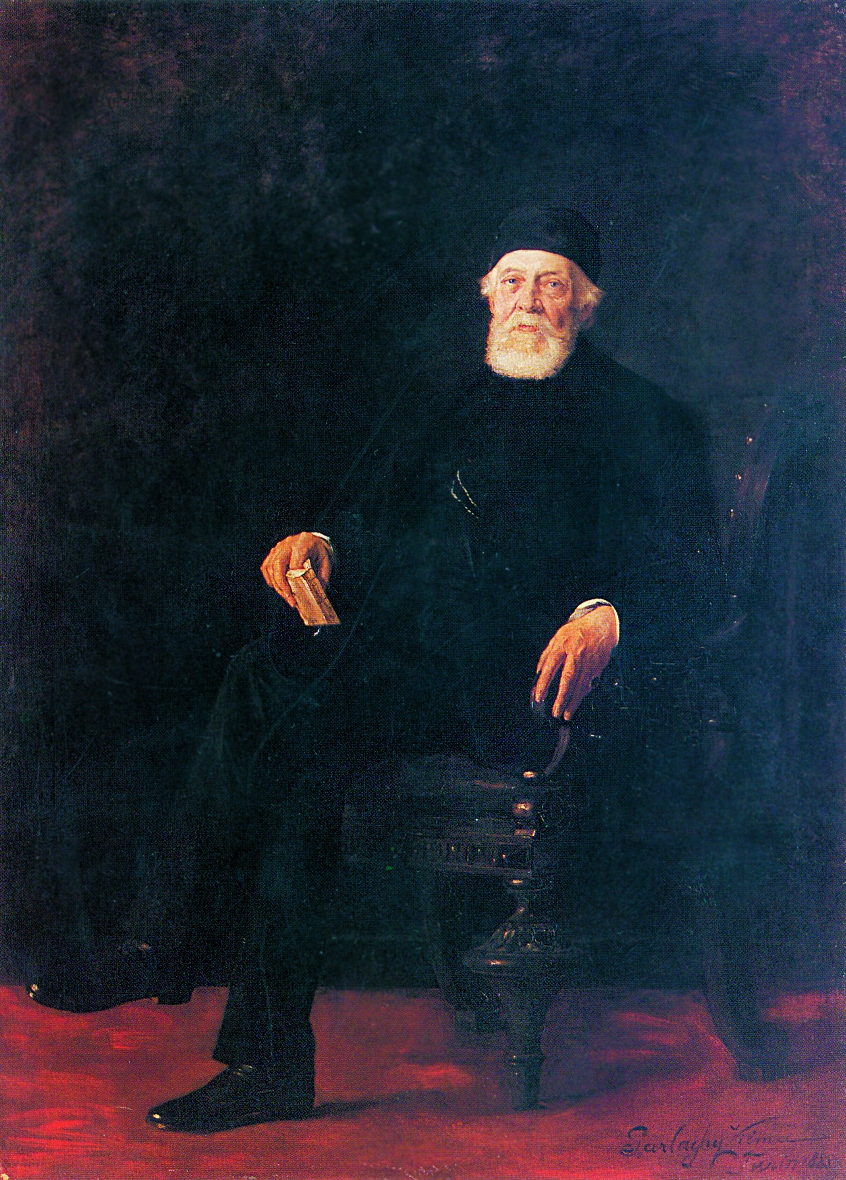
Lajos Kossuth (1885)
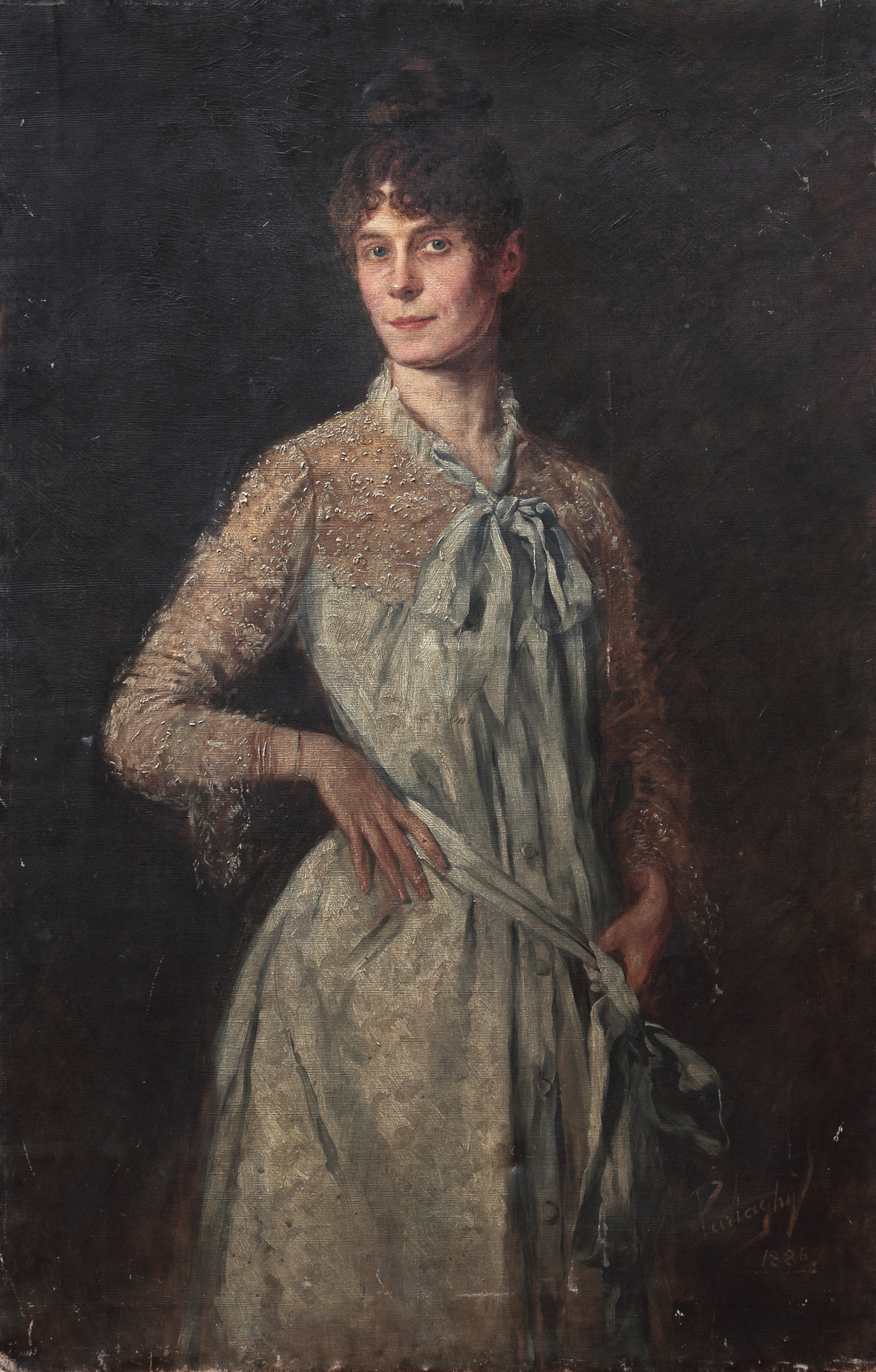
Berta Zuckerkandl (1886)
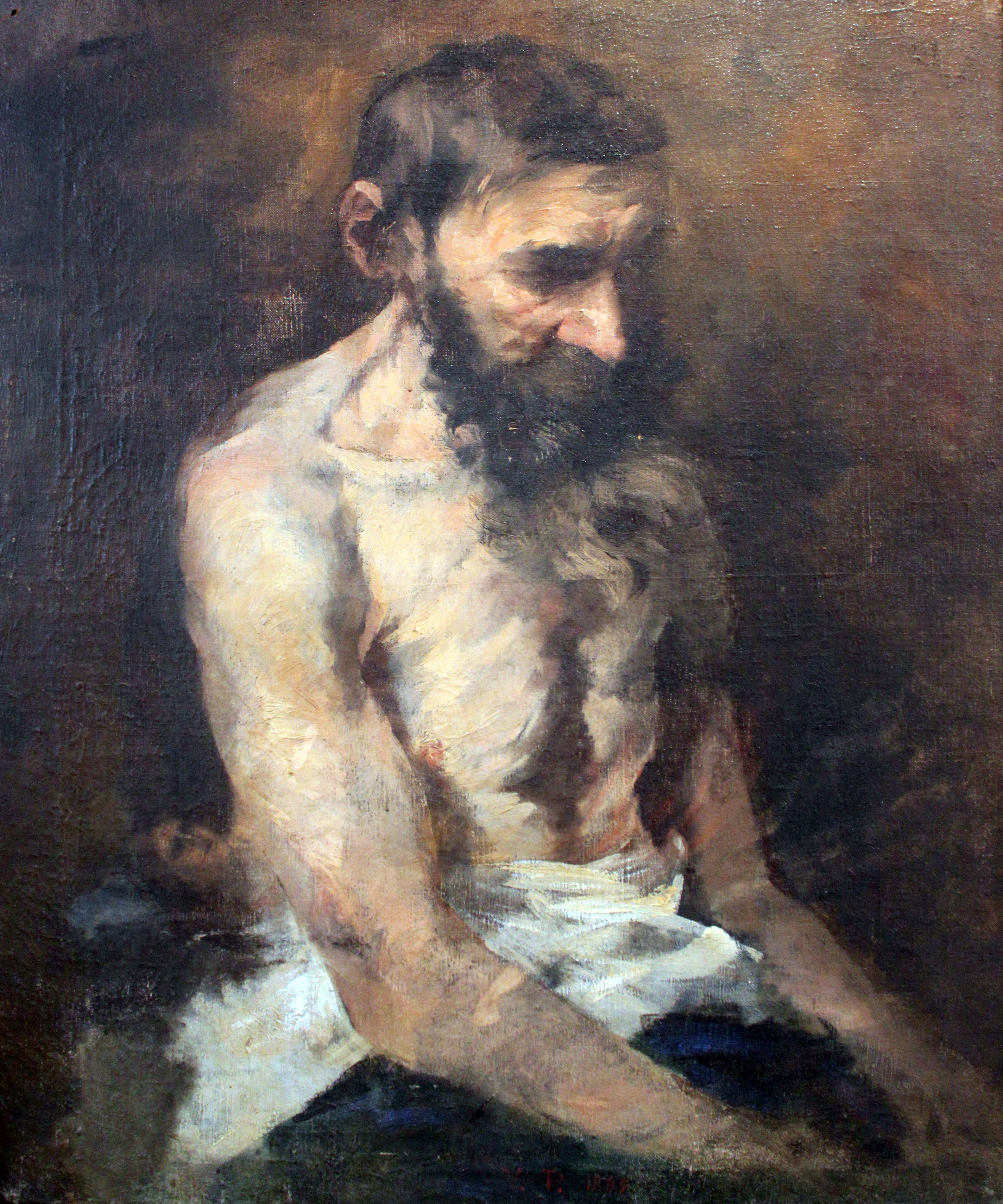
Mužský půlakt (1889)
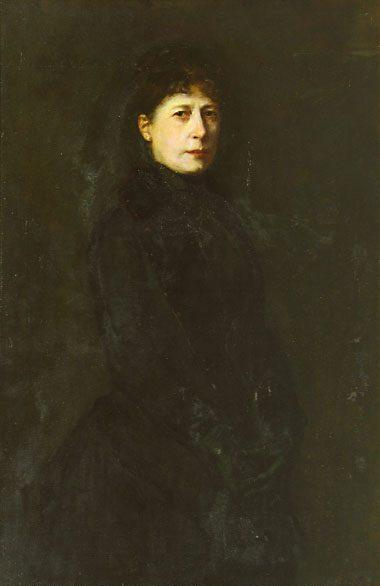
Matka Vilemína Parlaghy-Brachfeldová (1890)
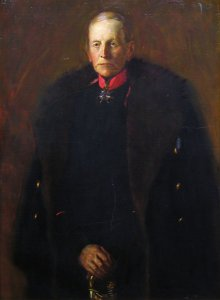
Helmut von Moltke (1891)
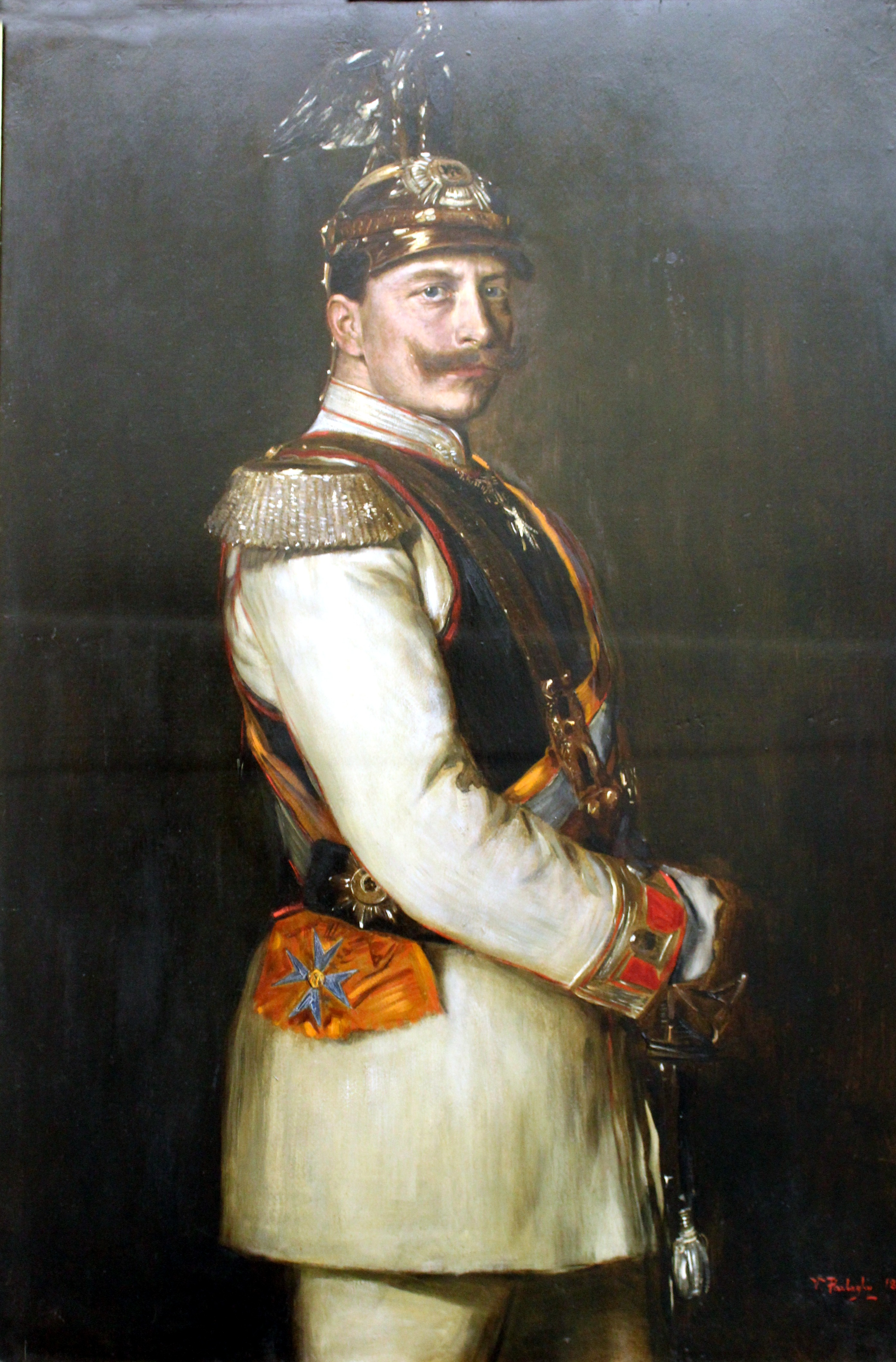
Císař Vilém II. Pruský (1895)
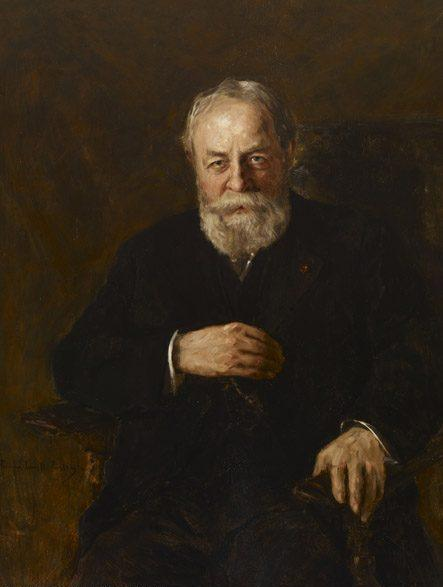
John Burroughs
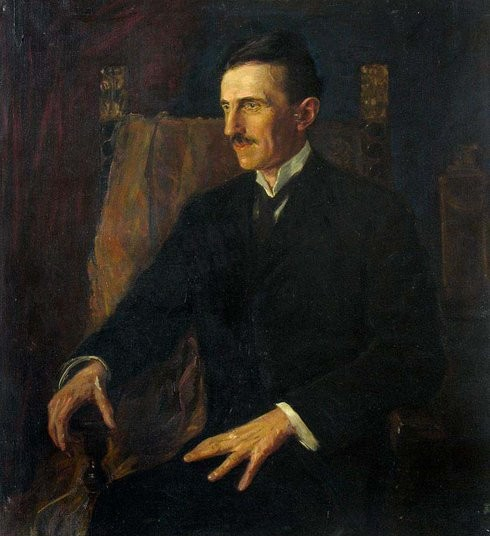
Nikola Tesla (1913)